# Ейтья
Ейтья (устар. Ейть-Я) — река в России, протекает по территории Советского района Ханты-Мансийского автономного округа. Устье реки находится на 892 км Конды. Длина реки — 176 км, площадь водосборного бассейна — 1220 км².

## Притоки
- Медвежья
- Пограничная
- Яныгъя
- 100 км: Сольтья
- Келыхсос
- Турватья
- Няртурсос

## Данные водного реестра
По данным государственного водного реестра России относится к Иртышскому бассейновому округу, водохозяйственный участок реки — Конда, речной подбассейн реки — Конда. Речной бассейн реки — Иртыш.
Код объекта в государственном водном реестре — 14010600112115300015873.